# Municipio de Buckeye (Dakota del Norte)
El municipio de Buckeye (en inglés: Buckeye Township) es un municipio ubicado en el condado de Kidder en el estado estadounidense de Dakota del Norte. En el año 2010 tenía una población de 30 habitantes y una densidad poblacional de 0,32 personas por km².

## Geografía
El municipio de Buckeye se encuentra ubicado en las coordenadas 47°1′49″N 99°38′50″O / 47.03028, -99.64722. Según la Oficina del Censo de los Estados Unidos, el municipio tiene una superficie total de 92.93 km², de la cual 84,24 km² corresponden a tierra firme y (9,35 %) 8,69 km² es agua.

## Demografía
Según el censo de 2010, había 30 personas residiendo en el municipio de Buckeye. La densidad de población era de 0,32 hab./km². De los 30 habitantes, el municipio de Buckeye estaba compuesto por el 96,67 % blancos y el 3,33 % eran de una mezcla de razas. Del total de la población el 0 % eran hispanos o latinos de cualquier raza.